# Кеге (муніципалітет)
Кеге (дан. Køge) — комуна у регіоні Зеландія королівства Данія. Адміністративний центр комуни — місто Кеге.

## Географія
Площа — 256.5 км². 

## Населення
У 2012 році населення муніципалітету становило 57 307 осіб.